# Kevin Morgan (Radsportler)
Kevin Morgan (* 3. Januar 1948) ist ein ehemaliger australischer Radrennfahrer.

## Sportliche Laufbahn
Morgan war Teilnehmer der Olympischen Sommerspiele 1968 in Mexiko-Stadt. Im olympischen Straßenrennen schied er aus. Im Mannschaftszeitfahren wurde Morgan gemeinsam mit Donald Wilson, Peter McDermott und Dave Watson als 14. klassiert.
1967 wurde er Vize-Meister bei der nationalen Meisterschaft im Straßenrennen der Amateure. 1968 siegte er im Eintagesrennen Grafton to Inverell Cycle Classic.